# Palaeorhiza caerulescens
Palaeorhiza caerulescens là một loài Hymenoptera trong họ Colletidae. Loài này được Friese mô tả khoa học năm 1924.